# Tela Gening
Tela Gening is een bestuurslaag in het regentschap Tanggamus van de provincie Lampung, Indonesië. Tela Gening telt 1388 inwoners (volkstelling 2010).